# Холмский, Василий Данилович
Князь Василий Данилович Холмский (Холмской) (1460-е годы, Москва — осень 1524, Белоозеро) — русский государственный и военный деятель, воевода, наместник и боярин во времена правления своего тестя великого московского князя Ивана III и Василия III.
Из княжеского рода Холмские. Младший сын знаменитого полководца Даниила Дмитриевича Холмского, последний представитель старшей линии князей Холмских и Василисы Ивановны (ум. после 1511 г.) внучки князя Ивана Дмитриевича Всеволожа. Имел старшего брата боярина Семёна Даниловича.

## Биография

### Служба Ивану III
В 1492 и 1495 годах участвовал в новгородских походах, как первый воевода большого полка, где отличился храбростью и был замечен Иваном III. В октябре 1495 года сын боярский в свите великого князя Ивана III в поездке в Новгород.
13 февраля 1500 года Иван III выдал за Холмского свою вторую дочь Феодосию. Венчает молодых митрополит Симон в московском Успенском соборе. На свадьбе он получает в дар от тестя драгоценности и рукомой. Однако супруга скончалась через год после заключения брака, 19 февраля 1501 года. Благодаря браку занял ведущие позиции в ближайшем окружении Ивана III и в Боярской думе, статус которого сблизился с положением князя И.Ю. Патрикеева. Даже ранняя смерть жены не сразу изменила положения князя Холмского в Боярской думе.
В дипломатической документации с августа 1502 года по март 1504 года, в переписке литовских сенаторов и русских бояр, он выступал главой группы думцев и именовался "московским наместником", а также "воеводой московским".  Его и его комиссию отдельно информировали об избрании великим литовским князем Александра (зятя Ивана III) польским королём. Он устраивал приём литовских послов на своём дворе.
Во время русско-литовской войны 1500-1503 годов, в июле 1502 года второй воевода Большого полка, участвовал в походе на Смоленскую землю вместе с сыном великого князя князем Дмитрием Жилкой и другими князьями и воеводами. В походе захватил много пленников, но безуспешно осаждают город и возвращается в Москву в октябре. В сентябре этого же года от имени князя В. Д. Холмского, «воеводы московского», была адресована грамота литовским панам рады.
В январе 1503 года в русско-литовских дипломатических документа назван «наместником московским», вёл переговоры с литовским гонцом. В начале марта этого же года принимал в Москве польских и литовских послов. Пожалован боярским званием, вероятно, в конце 1503 года, либо весной 1504 года. В декабре 1503 года при написании завещания Ивана III присутствовали четыре светских лица, первым из которых назван боярин князь В.Д. Холмский.
В марте 1504 года сидел за столом и пировал с литовским послом С. Глебовым перед его возвращением на родину. В апреле этого же года Холмский был участником местнического спора А. Сабурова и Г. Заболоцкого.
Во время русско-казанской войны 1505-1507 годов, в сентябре 1505 года в связи с нападением казанского хана Мухаммед-Эмина на русские рубежи неподалёку от Нижнего Новгорода во главе войска был отправлен к Мурому.

#### Служба Василию III
В начале июня 1506 года был послан великим князем Василием Ивановичем с конной ратью под Казань на помощь князю Дмитрию Ивановичу Жилке, но, соединившись, московское войско вновь терпит поражение от татар. В октябре этого же года воевода в Нижнем Новгороде.
В русско-литовской войне 1507-1508 годов, в 1507 во главе большой рати в походе к Казани. В октябре того же года отражает литовцев под Мстиславлем и Полоцком, вместе с Яковым Захарьевичем Кошкиным-Захарьиным.
В апреле 1508 года боярин на докладе великому князю судьи Д. В. Ховрина о вотчине князей Кемских в Пошехонье. Летом послан великим князем к Брянску против войск литовского и польского короля Сигизмунда I Старого.  После поражения других русских воевод выдвинулся от Можайска к Вязьме, откуда, разбив литовцев, двинулся к Дорогобужу, там он одержал победу над литовским гетманом Станиславом Кишкой, который скрылся в Смоленске, но лишь после прибытия подкрепления. Преследуя его, Холмский занял Дорогобуж, Стародуб и двинулся к Брянску. По взятии Стародуба оставлен там первым воеводой. По заключении мира с Великим княжеством литовским отозван в Москву.
Между 8 и 26 ноября 1508 года по не вполне ясным мотивам арестован в Москве по приказу Василия III.
В 1509 году сослан в заключение в Кирилло-Белозерский монастырь, где умер в темнице через 15 лет в 1524 году. О причине ареста ничего не сообщается. По одной из версий, выдвинутых историком, князем М.М. Щербатовым, опала Холмского была вызвана тем, что он хотел возвести на престол князя Дмитрия Ивановича Внука (ум. 1509 г.), соперника Василия III, содержащегося в тюрьме. П.Н. Петров указывает, что арест последовал, вероятнее всего, по несправедливому подозрению ввиду несомненных прав князя Василия Даниловича на обладание Тверью.
По родословной росписи показан бездетным.
Крупный землевладелец. Владел унаследованными от отца, а позднее и от брата вотчинами в 6 уездах.
В январе 1511 года княгиня Василиса, жена князя Д.Д. Холмского, дала вклад в Троице-Сергиев монастырь вотчину мужа, которую ей передал и детям князю Семёну и Василию Даниловичам, деревни с починками в Московском и Рузском уездах.

## Критика
О времени пожалования боярством князя Василия Даниловича Холмского существуют различные точки зрения: А. А. Зимин считал, что князь Холмский получил думный чин только в июне 1504 года, когда им как боярином была подписана местническая грамота суда П. М. Плещеева и П. Г. Заболоцкого.
С. Н. Богатырев гипотетично связывает получение боярского чина Холмским с его женитьбой на княгине Феодосии, дочери Ивана III в 1500 году.
Н. Ш. Коллманн относит боярство Холмского к лету 1502 года.
Г. Алеф не отметил князя Василия Холмского среди бояр.
В. Д. Назаров доказывает пожалование высшим думным чином Холмского в связи с его женитьбой на княгине Феодосии в феврале 1500 года и связывает введение нового родственника государя в Думу со своеобразной заменой князю И. Ю. Патрикееву, попавшему в опалу в 1499 году «Нельзя полагать, что реальный зять государя на протяжении как минимум двух лет (а по Зимину и четырех) в практиках и в документации фиксировался в перечне «князья и дети боярские». Это было бы оскорблением особы монарха. Вот почему следует считать верной датировку в Шереметьевском списке думных чинов получения Холмским боярства 7008 годом» (1500 г.) – полагает В. Д. Назаров.
На свадьбе с княгиней Феодосией в 1500 году князь Холмский, в отличие от других участников свадебной церемонии, имевших думное звание, не упоминается, как боярин.
Как «воевода московский» (но без указания на боярский титул) В. Д. Холмский с князем Д. В. Щеней и Я. Захарьичем в августе 1502 года участвовал в переговорах с литовским посланником в Москве.
В июле 1502 года в походе князя Дмитрия Жилки на Смоленск князь Василий, также не был отмечен с боярским чином, хотя и стоял во главе рати перед Я. Захарьичем.

В 1504 году князь Василий Холмский первый боярин и послух в духовной грамоте великого князя Ивана Васильевича.

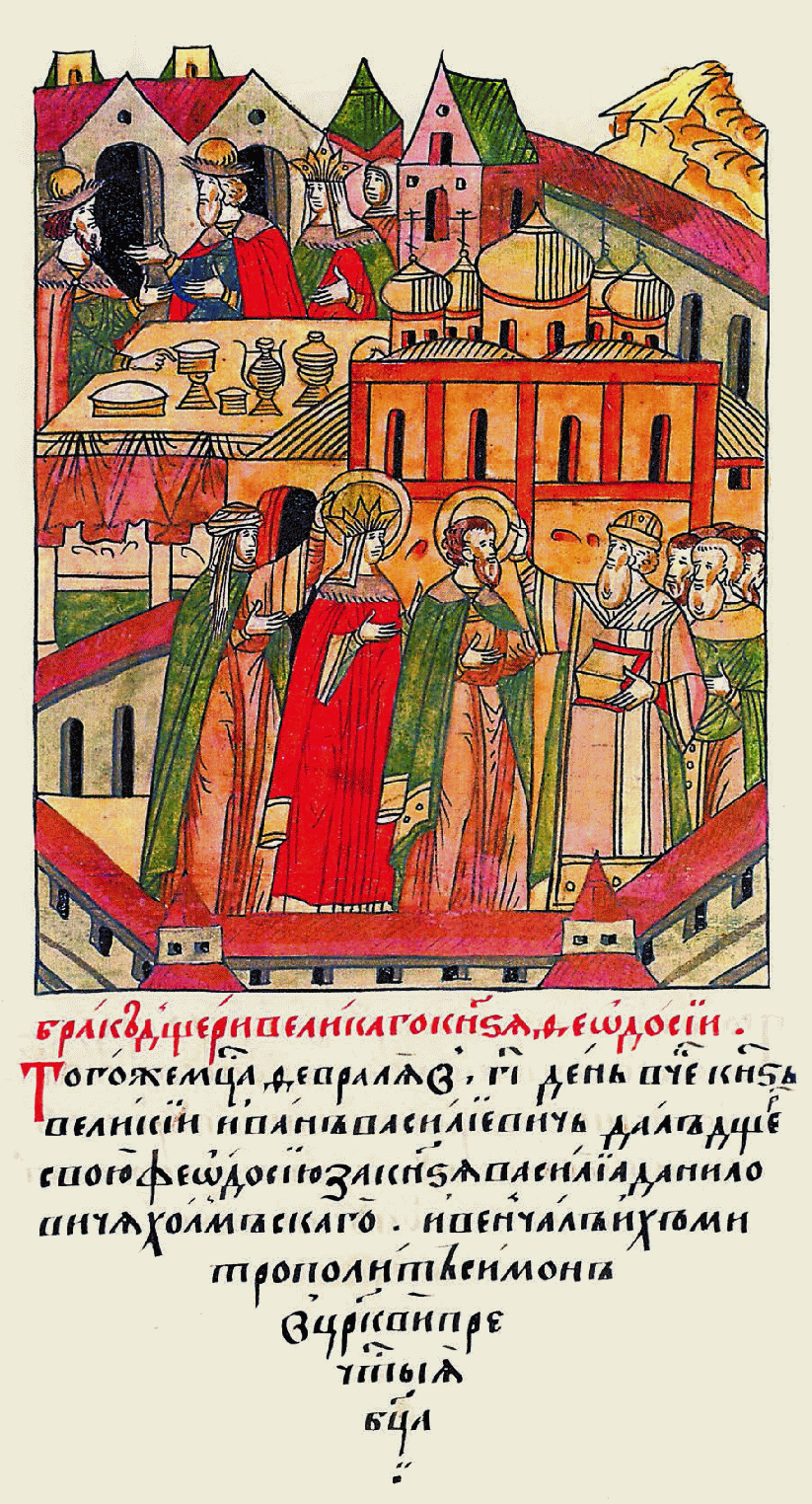
Свадьба князя и Феодосии
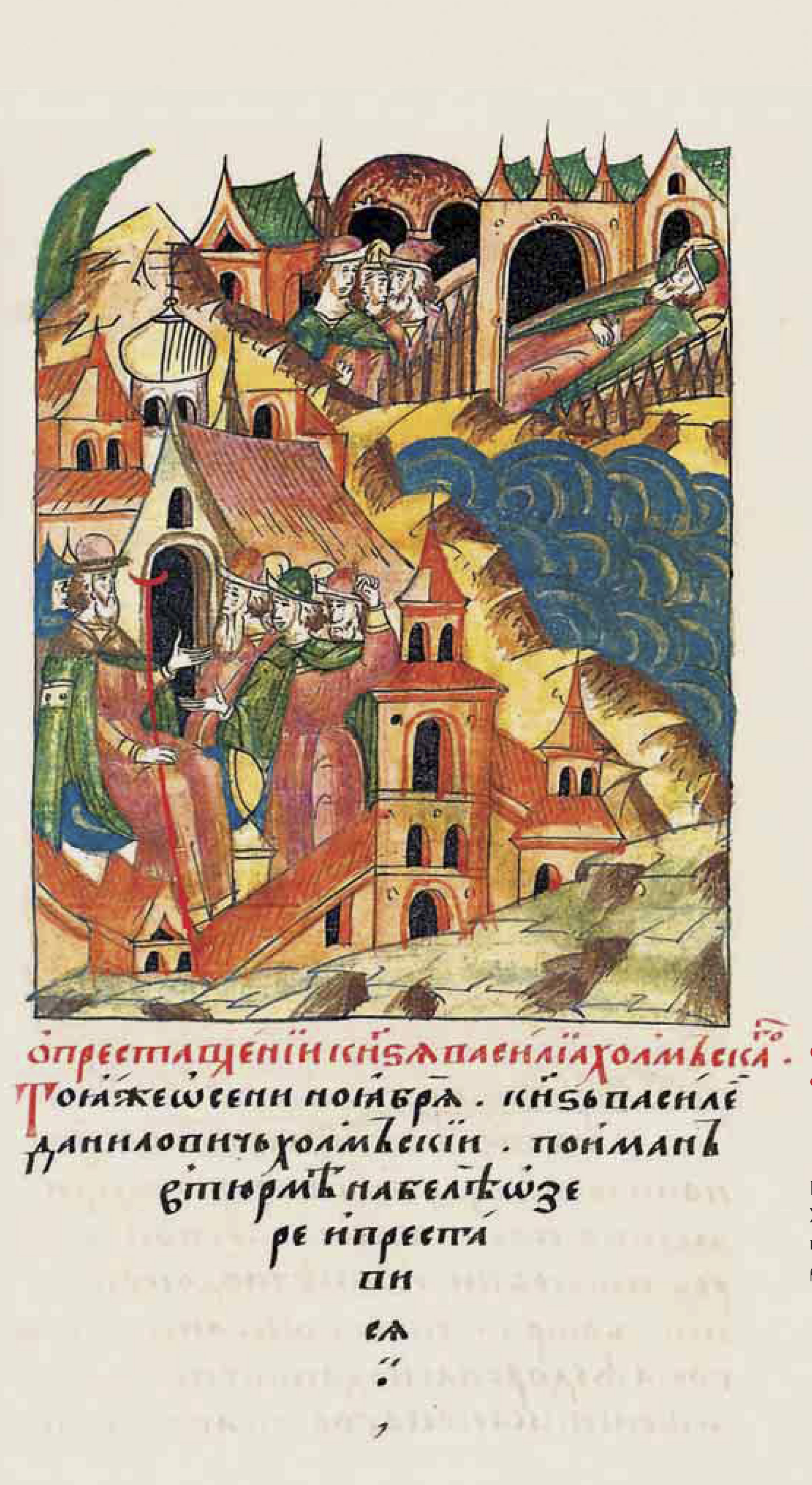
Кончина князя